# Mataharis
Pour plus de détails, voir Fiche technique et Distribution.
Mataharis est un film espagnol réalisé par Icíar Bollaín, sorti en 2007.

## Fiche technique
- Titre français : Mataharis
- Réalisation : Icíar Bollaín
- Scénario : Icíar Bollaín et Tatiana Rodríguez
- Direction artistique : Josune Lasa
- Costumes : Estíbaliz Markiegi
- Photographie : Kiko de la Rica
- Montage : Ángel Hernández Zoido
- Musique : Lucio Godoy
- Pays d'origine : Espagne
- Format : Couleurs - 35 mm
- Genre : comédie dramatique
- Durée : 100 minutes
- Dates de sortie :
  - Espagne : 20 septembre 2007 (Festival international du film de Saint-Sébastien), 28 septembre 2007 (sortie nationale)
  - France : 2 avril 2008

## Distribution
- Tristán Ulloa : Iñaki
- María Vázquez : Inés
- Diego Martín : Manuel
- Nuria González : Carmen
- Antonio de la Torre : Sergio
- Najwa Nimri : Eva
- Fernando Cayo : Valbuena
- Manuel Morón : Samuel
- Adolfo Fernández : Alberto
- Mabel Rivera : femme trompée
- Aixa Villagrán[1]

## Distinctions

### Sélection
- Festival international du film de Saint-Sébastien 2007 : compétition officielle

### Nominations
- 22e cérémonie des Goyas :
  - meilleur réalisateur pour Icíar Bollaín
  - meilleur acteur pour Tristán Ulloa
  - meilleure actrice dans un second rôle pour Nuria González et María Vázquez
  - meilleur scénario original pour Icíar Bollaín et Tatiana Rodríguez